# Studio Kai
Studio Kai (яп. スタジオKAI, Kabushiki-gaisha Sutajio KAI) — японська анімаційна студія, розташована в Сугінамі, Токіо. Заснована ADK Emotions у червні 2019 року.

## Історія
Studio Kai була заснована ADK Emotions у червні 2019 року. У липні 2019 року Gonzo передала студії частину свого виробництва аніме, інтелектуальної власності та бізнесу з управління правами. У 2020 році студія зазнала збитків у 165 мільйонів єн.

## Роботи

### Телесеріали
| Назва                                                                            | Режисер(и)        | Початок випуску | Кінець випуску  | Еп  | Нотатки                                                         | Прм    |
| -------------------------------------------------------------------------------- | ----------------- | --------------- | --------------- | --- | --------------------------------------------------------------- | ------ |
| Uma Musume Pretty Derby 2nd Season                                               | Кей Оікава        | 5 січня 2021    | 30 березня 2021 | 13  | Сиквел Uma Musume Pretty Derby від P.A. Works.                  | [ 4 ]  |
| Super Cub                                                                        | Тоширо Фудзії     | 7 квітня 2021   | 23 червня 2021  | 12  | Аніме-адаптація ранобе Тон Кокен.                               | [ 5 ]  |
| Skeleton Knight in Another World                                                 | Кацумі Оно        | 7 квітня 2022   | 23 червня 2022  | 12  | Аніме-адаптація ранобе Еннкі Хакарі. Співпраця з Hornets.       | [ 6 ]  |
| The Prince of Tennis II: U-17 World Cup                                          | Кейічіро Кавагучі | 7 липня 2022    | 29 вересня 2022 | 13  | За мотивами франшизи The Prince of Tennis. Співпраця з M.S.C.   | [ 7 ]  |
| Shine Post                                                                       | Кей Оікава        | 13 липня 2022   | 19 жовтня 2022  | 12  | Аніме-адаптація ранобе Rakuda, частина мультимедійного проекту. | [ 8 ]  |
| Fuuto PI                                                                         | Юсуке Кабашіма    | 1 серпня 2022   | 17 жовтня 2022  | 12  | За мотивами манґи Ріку Сандзьо, пов'язаної з Kamen Rider W.     | [ 9 ]  |
| Captain Tsubasa: Junior Youth Arc                                                | Кацумі Оно        | 1 жовтня 2023   | 30 червня 2024  | 39  | Продовження Captain Tsubasa від David Production.               | [ 10 ] |
| Uma Musume Pretty Derby 3rd Season                                               | Кей Оікава        | 5 жовтня 2023   | 28 грудня 2023  | 12  | Продовження Uma Musume Pretty Derby 2nd Season.                 | [ 11 ] |
| 7th Time Loop: The Villainess Enjoys a Carefree Life Married to Her Worst Enemy! | Казуя Івата       | 7 січня 2024    | 24 березня 2024 | 12  | Аніме-адаптація ранобе Токо Амекава. Співпраця з Hornets.       | [ 12 ] |
| Hell Teacher: Jigoku Sensei Nube                                                 | TBA               | 2025            | TBA             | TBA | За мотивами манґи Сьо Макура.                                   | [ 13 ] |
| Sentenced to Be a Hero                                                           | TBA               | 2025            | TBA             | TBA | Аніме-адаптація ранобе Рокет Шокай.                             | [ 14 ] |

### Фільми
| Назва                                    | Режисер(и)     | Дата випуску     | Нотатки(и)            | Прм    |
| ---------------------------------------- | -------------- | ---------------- | --------------------- | ------ |
| Fuuto Tantei: Kamen Rider Skull no Shōzō | Юсуке Кабасіма | 8 листопада 2024 | Продовження Fuuto PI. | [ 15 ] |

### ONA
| Назва                                                     | Режисер(и)       | Дата(и) випуску                 | Еп | Час виконання | Нотатки                                                                | Прм    |
| --------------------------------------------------------- | ---------------- | ------------------------------- | -- | ------------- | ---------------------------------------------------------------------- | ------ |
| Cagaster of an Insect Cage                                | Коічі Чігіра     | 6 лютого 2020                   | 12 | 25–33 хвилини | За мотивами манґи Качьо Хашімото. Анімація виробництва Okinawa Gonzo.  | [ 16 ] |
| 7 Seeds Part 2                                            | Юкіо Такахаші    | 26 березня 2020                 | 12 | 24–31 хвилина | Продовження 7 Seeds, засноване на манзі Юмі Тамури.                    | [ 17 ] |
| The Prince of Tennis II: Hyotei vs. Rikkai Game of Future | Кейчіро Кавагуті | 13 лютого 2021 – 17 квітня 2021 | 2  | 45-47 хвилин  | За мотивами франшизи «The Prince of Tennis». Спільне виробництво з MSC | [ 18 ] |

### OVA
- Hori-san to Miyamura-kun (2021, серія 6)[19]